# Kačića dvori u Bratušu
Kačića dvori  su stambeno-gospodarski sklop u mjestu Bratušu, u općini Baška Voda.

## Opis
Utvrđeni stambeno-gospodarski sklop Kačića dvori izgrađen je u središtu naselja Bratuš, na samoj obali. Deset stambeno-gospodarskih kuća koje čine sklop kvadratičnog tlocrta, a kuće su organizirane oko zajedničkog dvorišta u koje se pristupa kroz tri svođena ulaza s južne, zapadne i istočne strane. Kuće sklopa su jednokatnice i dvokatnice građene poluobrađenim kamenom, u koje se pristupa preko vanjskog stubišta - "balature" iz unutrašnjeg dvorišta. Kuće su zakrovljene dvostrešnim drvenim krovovima, izvorno s pokrovom od kamene ploče. Iako danas znatno devastiran, Kačića dvori su lijep primjer utvrđenog stambeno-gospodarskog sklopa izgrađenog u razdoblju obrane od Turaka.

## Zaštita
Pod oznakom RST-742-1973. zaveden je pod vrstom "nepokretna kulturna baština - pojedinačna", pravna statusa zaštićena kulturnog dobra, klasificirano kao "stambene građevine".